# Klinar
Klinar je priimek v Sloveniji, ki ga je po podatkih Statističnega urada Republike Slovenije na dan 1. januarja 2010 uporabljalo 541 oseb.

## Znani nosilci priimka
- Aleksandra Klinar, novinarka
- Aleš Klinar (*1963), pop-glasbenik, producent
- Anja Klinar (*1988), plavalka
- Andrej Klinar (1942—2011), alpski smučar, gozdar
- Anton Klinar (1862—1943), gradbeni inženir in podjetnik
- Anton Klinar - Hren (1893—1980), kapitan bojne ladje, četniški poveljnik (Slovenski narodni varnostni zbor; namestnik poveljnika Jugoslovanske vojske v Sloveniji)
- Blaž Klinar (*1981), hokejist
- Ciril Klinar (*1937), hokejist, trener
- Denis Klinar (*1992), nogometaš
- Dušan Klinar, kemijski inženir/tehnolog
- Ema Klinar (*1998), likovna umetnica in slikarka
- Franc Klinar (1915—2007), dirigent, vojaški godbenik, zborovodja
- France Klinar (1896—1945), gledališčnik, dramatik
- Gaber Klinar, hokejist
- Henrik A. Klinar (1898—1936) mornariški častnik (kapetan fregate)
- Herman Klinar (1896—1987), metalurg, direktor železarn
- Janez Klinar - "Požganc" (1843—1926), planinec, graditelj, sodelavec Jakoba Aljaža
- Janko Klinar, atlet
- Karol Klinar (1836—1923), duhovnik, zborovodja, skladatelj
- Klemen Klinar (*1981), geograf, gozdar, zbiralec kulturne dediščine
- Leopold Klinar (1839—1877), duhovnik, pesnik (Karlov brat)
- Maja Klinar (por. Bertoncelj), pianistka, klavirska pedagoginja
- Matilda Klinar (gl. Tilka Krivic)
- Miha (Marjan) Klinar (1922—1983), književnik
- Miha Klinar (*1967), industrijski oblikovalec
- Mirko Klinar, smučar
- Nuša Klinar, psihologinja
- Peter Klinar-star. (1900—1980), pravnik, bančnik, društveni delavec
- Peter Klinar (1934—1994), sociolog, univerzitetni profesor
- Robert Klinar (*1969), polkovnik Slovenske vojske, gornik
- Rina Klinar (*1952), pravnica, mag. soc.-menedžmenta neprofitnih organizacij in političarka
- Rudi Klinar (*1944), alpinist, pesnik
- Slavko Klinar (*1927), novinar
- Stanko Klinar (1933—2023), jezikoslovec, anglist, prevajalec, planinec, publicist
- Tilka Krivic (Matilda Klinar-Krivic) (1914—2003), agronomka, izredna profesorica BF
- Tomaž Klinar (1883—1962), teolog, stolni kanonik, arhidiakon za Dolenjsko
- Tomaž Klinar (1969—2016), zdravnik rentgenolog, alpinist, jamar, gorski in jamski reševalec
- Tomaž Klinar (*1971), rejec kuncev, pesnik, pisatelj
- Valentin Klinar, narodni delavec, delavsko-krščanski politik na Koroškem
- Vladimir (Mirko) Klinar, hokejist, športni delavec; publicist?
- Ana(marija) - Biba Klinar Vister (1932—1987), patofiziologinja-nevrokemičarka